# 馬里博爾城市市鎮

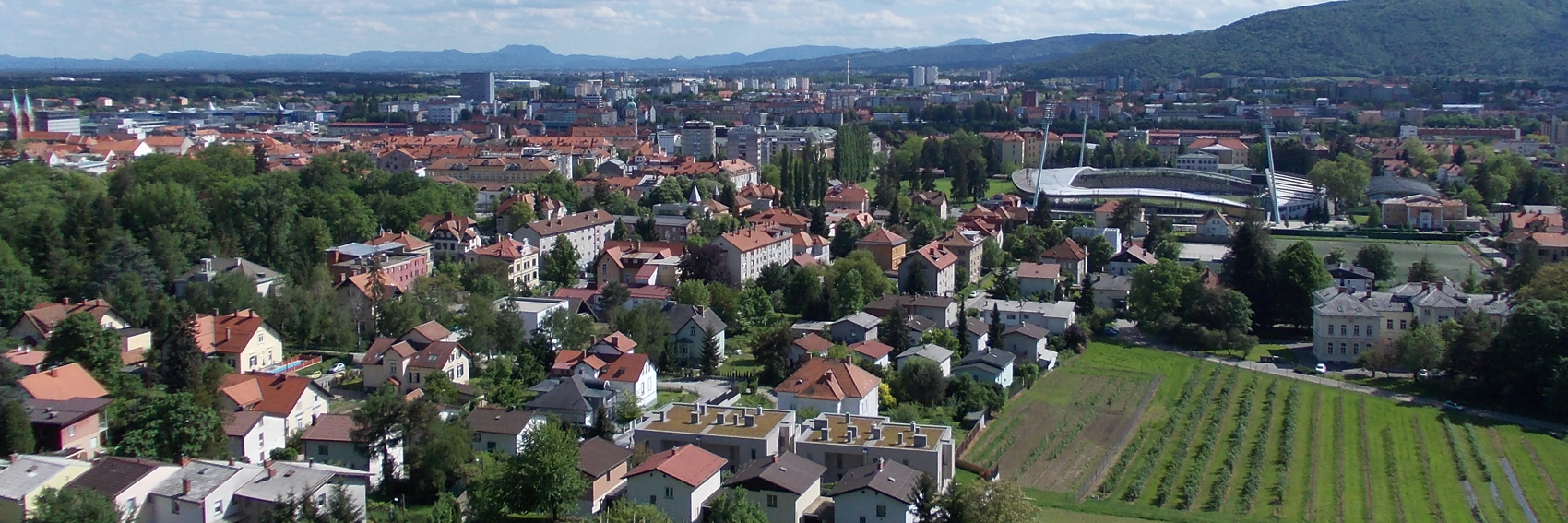
市容

46°33′26.59″N 15°38′45.95″E / 46.5573861°N 15.6460972°E
馬里博爾城市市鎮，是斯洛文尼亞東北部的一個市镇，行政中心为馬里博爾。面積148平方公里，2017年人口111,079，人口密度每平方公里753人。每年平均降雨量1,047毫米。